# Fiorinia rhododendricola
Fiorinia rhododendricola är en insektsart som beskrevs av Tang 1986. Fiorinia rhododendricola ingår i släktet Fiorinia och familjen pansarsköldlöss. Inga underarter finns listade i Catalogue of Life.